# Batalla de Iwo Jima
La batalla de Iwo Jima, denominada en clave Operación Detachment, es el nombre que recibe uno de los combates más sangrientos de la Segunda Guerra Mundial, librado en la isla de Iwo Jima entre los infantes de marina de los Estados Unidos y las fuerzas del ejército del Imperio del Japón de febrero a marzo de 1945, durante la Guerra del Pacífico.
Al término de los combates, los estadounidenses lograron conquistar la isla y controlar sus importantes campos de aviación. Sin embargo, durante la cruenta batalla se encontraron con la resistencia extrema de los japoneses, siendo la primera y única batalla en toda la guerra en donde las bajas estadounidenses superaron a las japonesas.
En la cima del monte Suribachi de la isla, a los pocos días del inicio de los combates, el periodista Joe Rosenthal tomó una de las imágenes más difundidas de la Segunda Guerra Mundial, titulada Raising the Flag on Iwo Jima, galardonada con el premio Pulitzer, en la que se observa a varios marines empujando el mástil con el que erigieron la bandera estadounidense en aquel lugar. La posterior utilización publicitaria por parte del gobierno de los Estados Unidos provocó una controversia sobre los protagonistas del episodio.

## Antecedentes en la Batalla de Iwo Jima

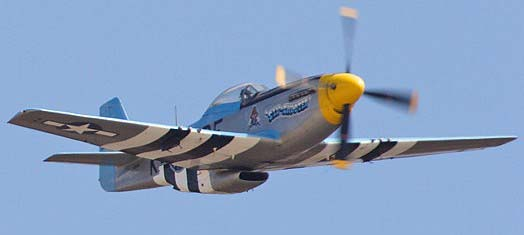
North American P-51 Mustang en vuelo.

A mediados del año 1944 las tropas de los Estados Unidos avanzaron hacia la conquista de las islas Marianas, situadas a unos 2500 kilómetros de Tokio. Para entonces, los B-29 habían superado las pruebas de aptitud y estaban en condiciones de recorrer 6000 kilómetros sin reabastecerse de combustible, transportando una enorme carga de bombas. Los B-29 podían, por tanto, despegar en las Marianas, bombardear ciudades de Japón y volver a sus bases. Para este fin, en diversas islas del archipiélago de las Marianas, a medida que se iban conquistando, se prepararon formidables complejos para el mantenimiento, despegue y acogida de los B-29. Los vuelos comenzaron el 24 de noviembre de 1944.

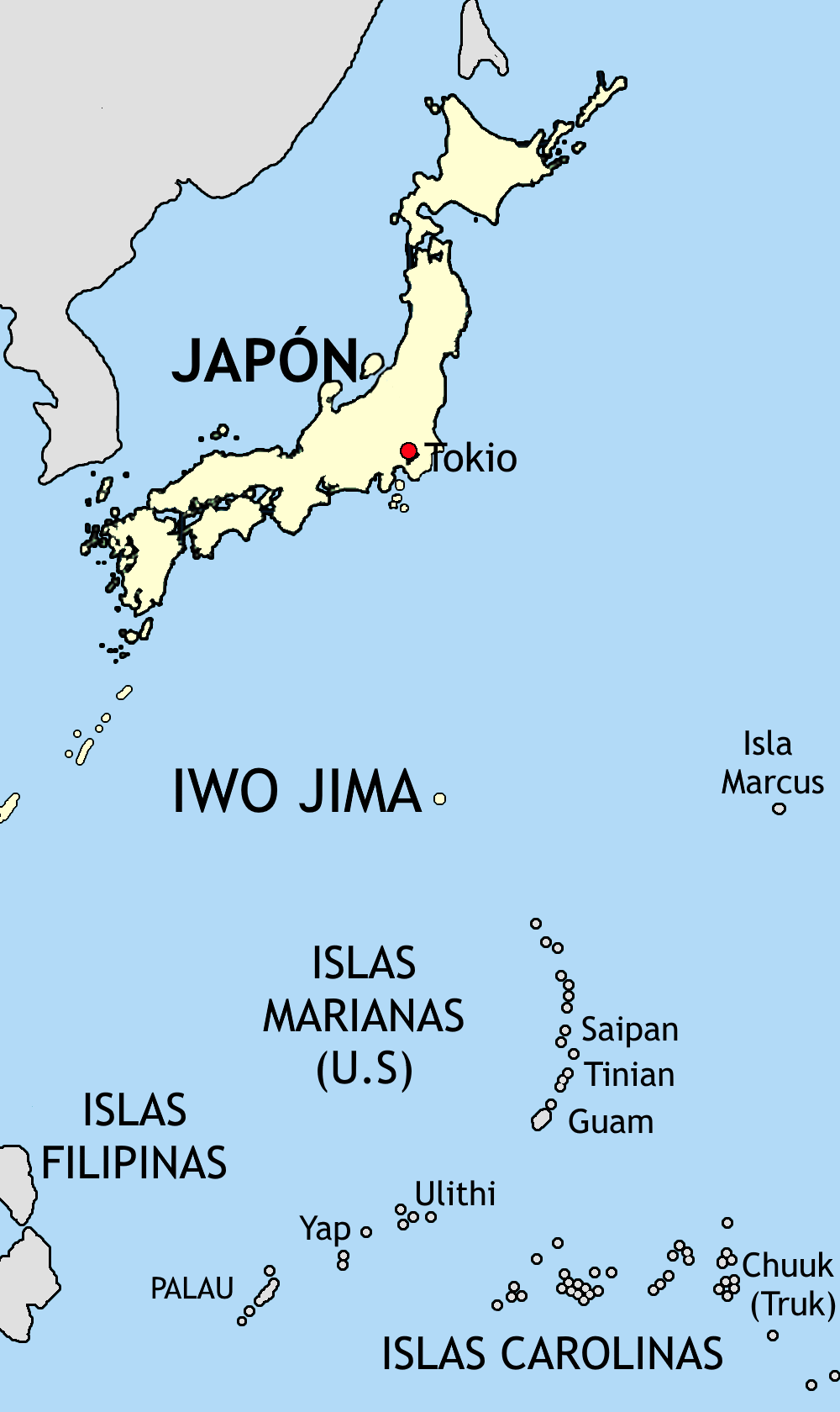
Situación geográfica de la isla.

Sin embargo, las operaciones con los B-29 seguían planteando dos problemas mayores. Por una parte, los P-51 Mustang, que eran los más modernos y mejores cazas estadounidenses, no tenían más de 3000 kilómetros de autonomía, es decir, unos 1500 kilómetros de radio de acción, por lo que no podían escoltar a las fortalezas volantes hasta Japón. Por otra parte, en la isla japonesa Iwo Jima, situada a mitad del trayecto de las misiones de bombardeo, los japoneses habían construido dos aeródromos y trabajaban en la construcción de un tercero, además de una instalación de radar. Gracias a este radar, cuando los B-29 pasaban por Iwo Jima, eran detectados con mucha antelación y cuando llegaban a Japón, sin cazas que los pudiesen defender, eran atacados tanto por las defensas antiaéreas como por los cazas. Ni estos ni aquellas resultaron muy efectivos, pero no dejaban de suponer una molestia.
La solución a estos problemas era conquistar Iwo Jima. Con ello se conseguía tanto la eliminación de la guarnición nipona como los efectos del radar, mientras que se permitiría establecer en la isla las escuadrillas de Mustang necesarias para escoltar a las de B-29 en sus vuelos a Japón.
Disponer de la base de Iwo Jima también posibilitaría las escalas técnicas de los B-29 en caso de que volviesen averiados, ya que, aunque estas aeronaves podían amerizar en caso de emergencia, pues los estadounidenses habían desarrollado un servicio de asistencia con hidroaviones, los aterrizajes de emergencia en pleno mar eran el terror de las tripulaciones de los B-29 por miedo a los ataques de tiburones o a ser capturados por pesqueros japoneses.
Por todo ello, el alto mando de Estados Unidos acordó el 9 de octubre de 1944 ordenar los preparativos para la invasión de Iwo Jima.

## Escenario de operaciones: geografía de la isla de Iwo Jima

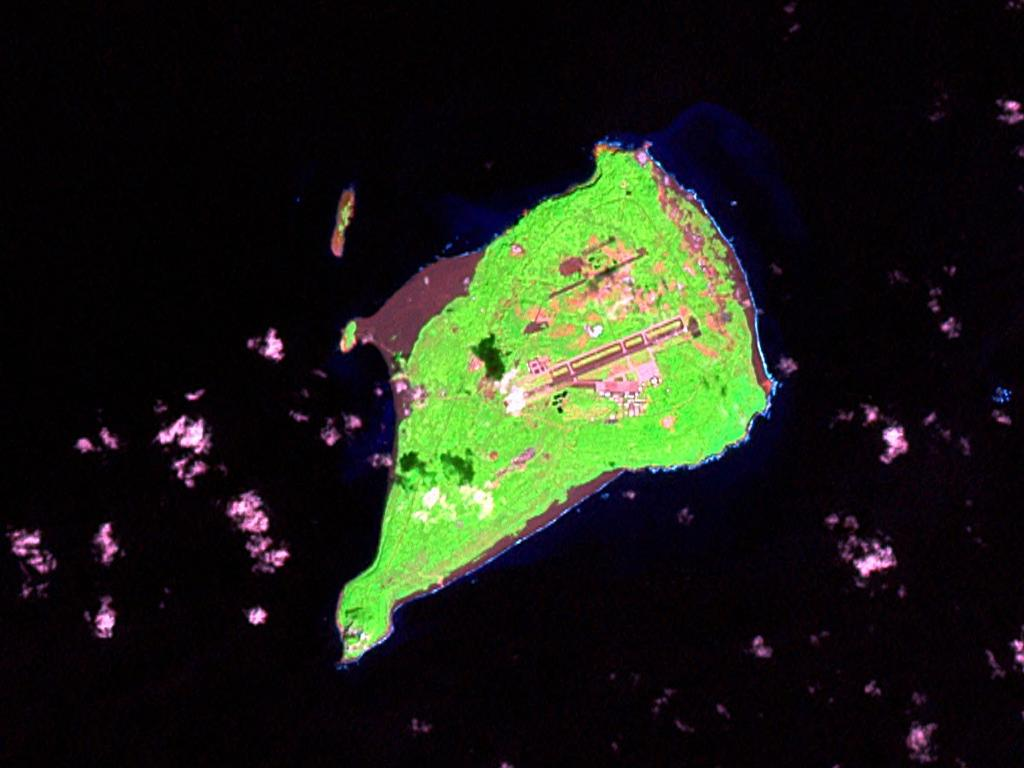
Imagen de satélite de la isla de Iwo Jima.

La isla Iwo Jima, o "Isla del Azufre" en lengua japonesa (硫黄島 Iōjima), tiene una longitud de 8 kilómetros orientada en el eje suroeste-noreste, con un extremo más estrecho en el suroeste de 900 metros de anchura y el más ancho en el noreste, de 4.000 metros, de manera que adquiere una silueta en forma de pera. Su superficie, volcánica, se extiende sobre 20 km² conformando una geografía accidentada compuesta por cerros, montículos, rocas, barrancos, grietas, gargantas, hoyas, depresiones y arenas de lava que la acción del mar ha convertido en polvo. Apenas existe vegetación, escaseando las fuentes de agua, mientras que de los suelos agrietados surgen emisiones de vapores sulfurosos pestilentes, de ahí su antigua denominación.

## Estrategia del mando militar japonés
Tras la batalla del Golfo de Leyte en octubre de 1944, las pérdidas de la armada japonesa dejaron la flota sin capacidad ofensiva. Por su parte, los submarinos estadounidenses habían hundido durante los dos últimos años prácticamente toda la flota mercante japonesa. Por mar, Japón ya no podía ni atacar a la flota enemiga ni abastecer a las tropas que tenía fuera de su archipiélago. 
Estas circunstancias llevaron a comprender a una parte del alto mando japonés que la guerra la tenía definitivamente perdida, optando por reorientar la estrategia de las operaciones en aras de alcanzar un acuerdo de paz honrosa con los Estados Unidos que preservase, al menos, en el aspecto político el carácter divino institucional del emperador. 
Para ello los japoneses esperaban que acentuando la resistencia en los territorios insulares patrios, y que iban cediendo progresivamente ante el avance aliado, podrían alterar el objetivo estadounidense de forzar la rendición incondicional de Japón haciéndoles ver el enorme coste que supondría el desembarco en el archipiélago japonés, acción que debía parecer sólo realizable tras conquistar el último palmo de terreno y eliminar hasta al último combatiente nipón. 
Esta actitud sería una de las razones esgrimidas por el general Groves y el presidente Truman para asestar un ataque atómico al Japón.
Iwo Jima, una isla cuyo único valor residía en las pistas de aterrizaje, sería el lugar simbólico para la puesta en escena de esta nueva estrategia, ya que los japoneses adivinaron acertadamente que esta isla debía ser el próximo objetivo a ser atacado.

### La defensa preparada por Kuribayashi

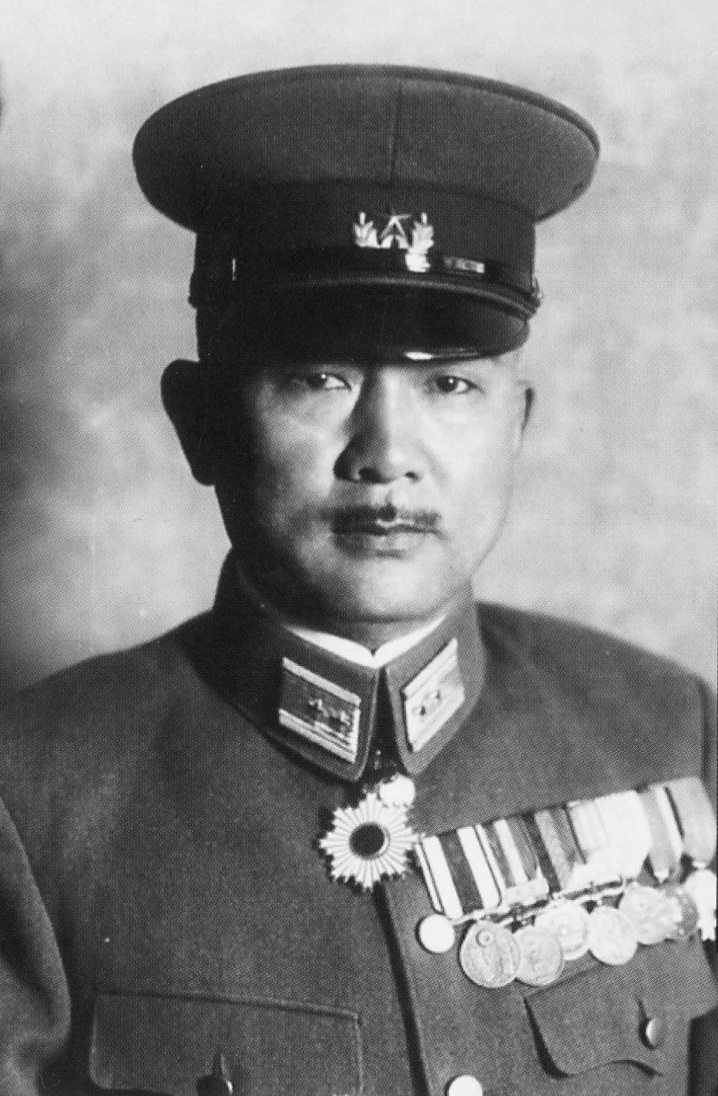
El General Tadamichi Kuribayashi dirigió la defensa de Iwo Jima.

El alto mando japonés decide relevar al comandante a cargo de las defensas de la isla y colocar a Tadamichi Kuribayashi para que verifique sobre el terreno las defensas y planifique además la forma de que esta isla tenga un alto costo en vidas para el enemigo que pretenda conquistarla.
Bajo las órdenes del general Tadamichi Kuribayashi, se procedió a la evacuación de los 1000 civiles que habitaban Iwo Jima dedicados al refinado de azufre y se reforzó la guarnición con 21 000 soldados equipados básicamente con pistolas, fusiles, granadas de mano, ametralladoras, artillería de medio y corto alcance, especialmente morteros, así como unos limitados tanques ligeros. El suministro de municiones, proyectiles, víveres y agua fue muy insuficiente y de muy mala calidad en una isla en la que no se disponía de fuentes de abastecimiento, lagos o ríos. Mucho antes de que terminase la batalla, el agua se había acabado, así como la munición de cañón, de mortero y de ametralladora. En esas circunstancias, los combatientes japoneses resistieron los últimos días con sus fusiles, pistolas y algunas granadas de mano.
El gran estratega Kuribayashi creó una técnica conocida como "caja de píldoras", que consistía en túneles subterráneos en toda la isla conectados entre sí. Fue muy eficaz para disparar y cambiar de posición rápidamente. Tadamichi Kuribayashi introduce un sustancial cambio en los emplazamientos defensivos de la isla: las trincheras en las playas de Iwo Jima fueron suprimidas y obligó a crear una densa red de túneles en el monte Suribachi, búnkeres enterrados, trampas y fortificaciones en el norte de la isla. Además, hace ver a sus subordinados que nadie de los que están en la isla volverá con vida a territorio patrio. 
La defensa de la isla es hasta el último soldado imperial y Tadamichi Kuribayashi hará que cada vida inmolada sea muy cara para el enemigo.

### Construcción de fortificaciones
La tropa, que inicialmente había construido defensas y trincheras en el sector playero, comenzó a levantar innumerables fortines camuflados tanto en las pocas zonas llanas del centro de la isla como en las zonas montañosas de la isla, en las vertientes de los barrancos y en las cimas volcánicas del sur y norte de la isla.
La poca dureza de la piedra volcánica les permitió horadar con gran facilidad profundos túneles con los que diseñaron y construyeron una red de galerías y refugios donde protegerse de los duros bombardeos a los que serían sometidos durante 3 días, para tener una  óptima comunicación entre sí en distintas posiciones, lo cual permitía la circulación de víveres y munición y una mejor comunicación entre puestos defensivos, protegiéndose de esta manera los unos a los otros.
Para aumentar la resistencia de los materiales volcánicos emplearon cemento llegado en cargueros junto con material y herramientas de construcción como picos y palas, y que mezclado con la ceniza de lava daba una excelente consistencia a los reductos. 
Los fortines y las posiciones fueron construidos con especial atención de que no hubiese ángulos muertos, para que todo punto atacado pudiese ser defendido con la ayuda de los puestos vecinos. El general Kuribayashi, de familia aristócrata samurái, prohibió expresamente a las tropas la táctica de combate banzai, es decir, el asalto frontal o a pecho descubierto y que hasta entonces había sido utilizado ampliamente por el soldado japonés, siendo así un blanco fácil para los disparos de los enemigos.
De esta manera se esperaba forzar la combatividad de los marines estadounidenses al obligarles a tener que atacar y penetrar en cada posición fortificada para desalojar a los defensores y exponerles moralmente a la visión desalentadora de los cuerpos de los caídos que se habrían de acumular en el intento.

## Estrategia del mando militar estadounidense

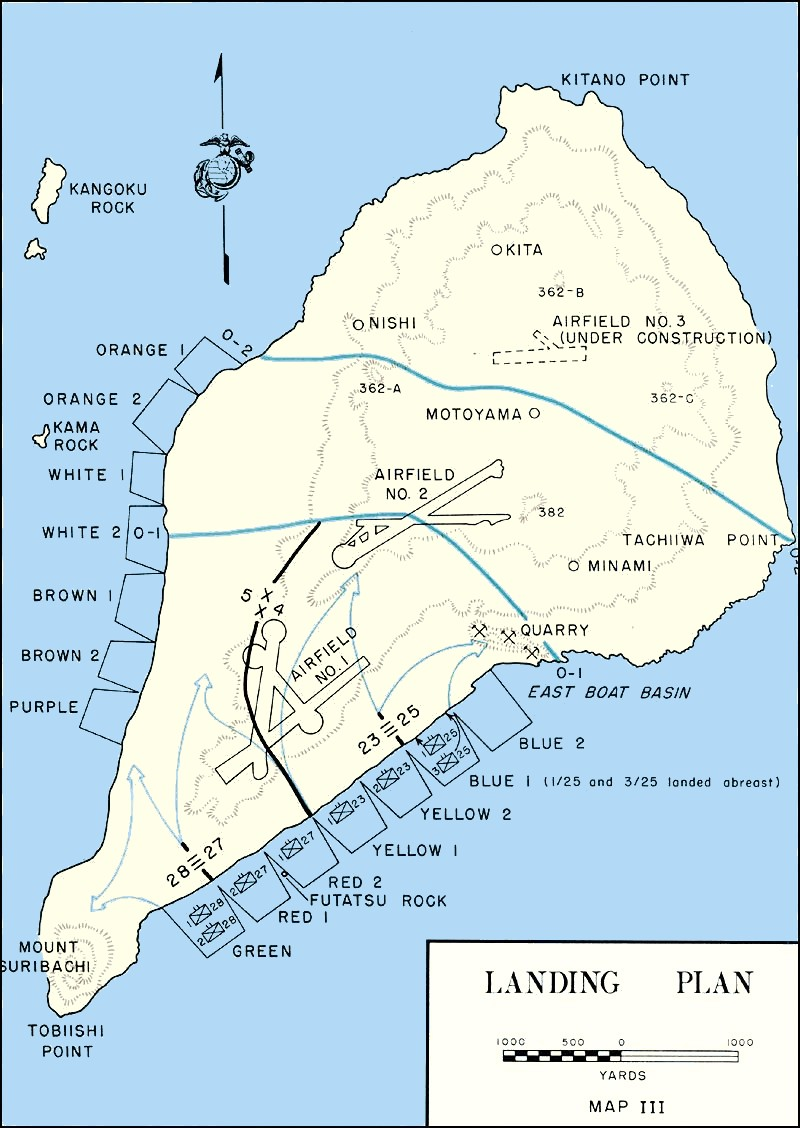
Plan de desembarco.

El mando de Estados Unidos planificó con antelación las operaciones de invasión de la isla disponiendo para su dirección al general Holland Smith. Para entonces, la industria militar estadounidense ya había alcanzado cotas formidables de producción, lo que permitió disponer de una fuerza con abundante equipamiento y apoyo. Mientras, por un lado, se procedía al bloqueo naval de la isla mediante submarinos que impedían el suministro por mar de los defensores, por otro, a partir de junio de 1944 comenzaron los bombardeos regulares de la isla, primero desde acorazados próximos y después mediante oleadas de bombarderos desde las bases de las islas Marianas. 
Para el asalto definitivo se reunió una escuadra compuesta por cerca de 500 navíos, entre ellos 12 portaaviones y 8 acorazados, y formada por 250 000 hombres, de los cuales 70 000 eran marines distribuidos en 3 divisiones, fuerzas todas ellas veteranas de la guerra del Pacífico. 
La operación bautizada como Detachment o "destacamento, aislamiento", preveía la conquista de la isla en un máximo de 10 días.

## Desarrollo de las operaciones

### El desembarco: preliminares, despliegue y castigo japonés

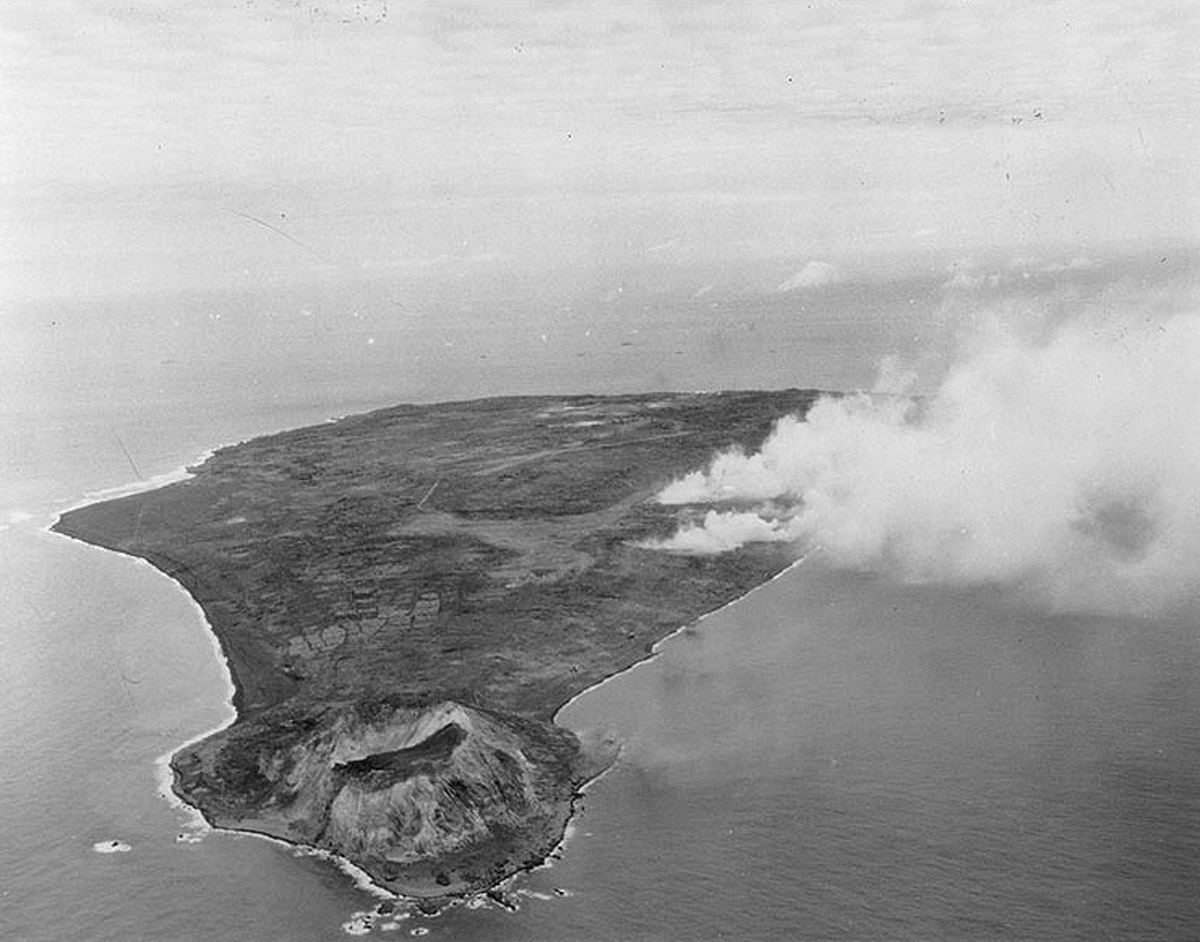
Bombardeo previo a la invasión de la isla en una imagen tomada el 17 de febrero de 1945. En primer plano, el monte Suribachi.

El mando estadounidense decidió el desembarco de las tropas de asalto a lo largo de los 3000 metros de playa, la Red Beach, que desde el cono volcánico suroeste del volcán extinguido Suribachi de 170 metros de altura, se extiende hacia el noreste por la costa oriental. Toda la costa restante de la isla es rocosa y por entonces tampoco existía ninguna instalación portuaria.
Los acorazados de la flota estadounidense comenzaron los bombardeos preliminares con obuses de hasta 500 kilos a partir del 16 de febrero de 1945, que se prolongaron los días siguientes 17 y 18 ante las malas condiciones meteorológicas que impedían las tentativas de bombardeo aéreo. Simultáneamente, comandos de submarinistas inspeccionaron la costa sumergida de la playa sin encontrar minas ni obstáculos.
Para el día 19 de febrero de 1945, lunes, ante la mejoría meteorológica se ordenó a los dragaminas realizar un último barrido del frente de la playa, y sin encontrar artefacto alguno, todos los cañones de la flota dispararon sobre la isla. Mientras tanto, oleadas de bombarderos lanzaban sus cargas de bombas y napalm. Para el almirante Nimitz:

Antes de Iwo Jima, ninguna otra isla había recibido semejante bombardeo preliminar. "No other island received as much preliminary pounding as did Iwo Jima."

Lanchas lanzacohetes se acercaron a pocos metros de la playa, destrozando en profundidad los primeros cientos de metros longitudinales de costa. Poco después, a las 9.00, las primeras lanchas de desembarco arribaron a la playa sin sufrir ataque alguno por la artillería japonesa. El mando japonés había previsto en su plan de defensa permitir el desembarco sin fuego de castigo y concentrar en su lugar el ataque, una vez los invasores hubieran penetrado en el interior, desde las posiciones del monte Suribachi.

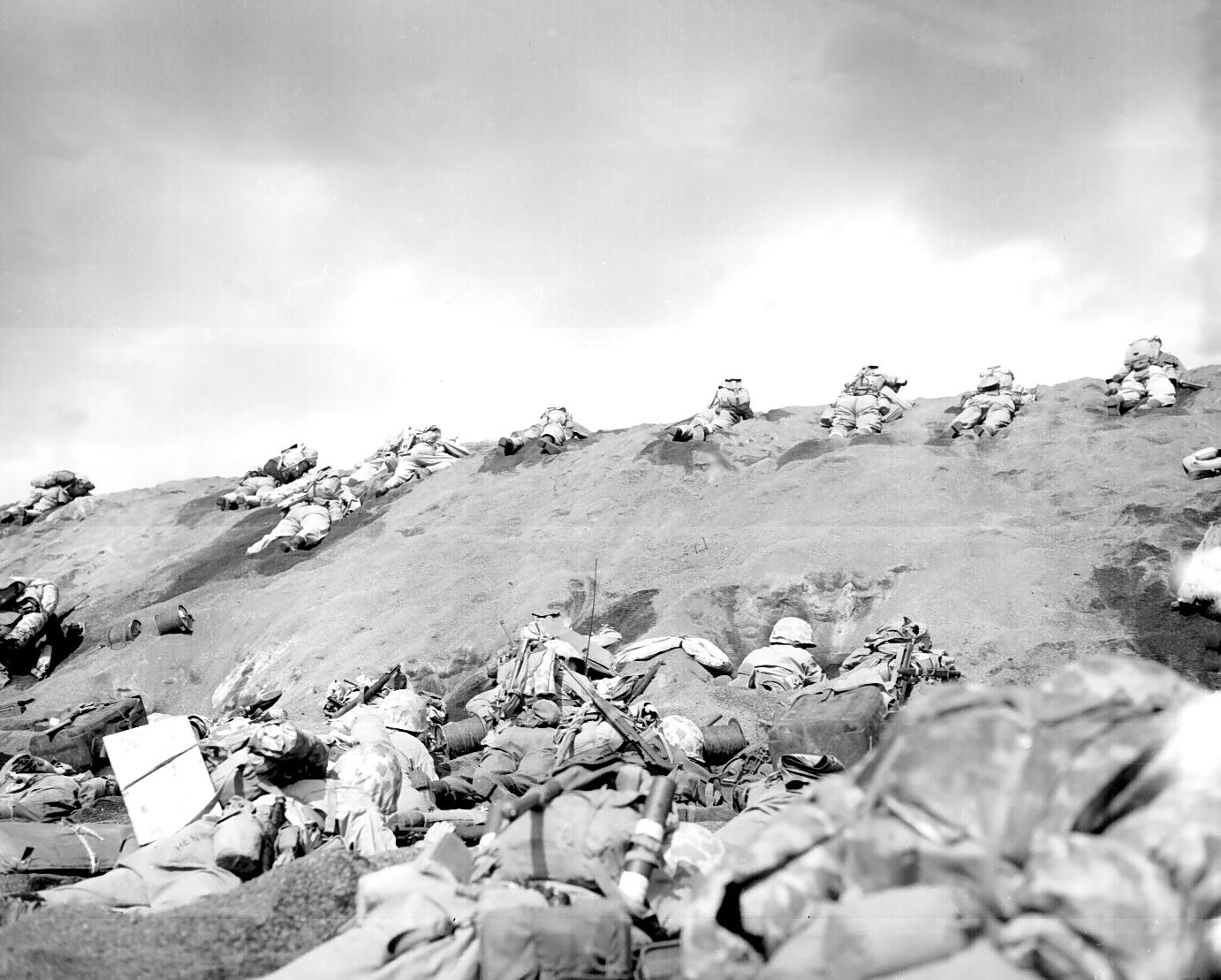
Marines de la 5ª división en el atasco de la "Playa Roja" n.º 1. 19 de febrero de 1945.

Cuando desembarcaron las primeras unidades, los atacantes descubrieron las características del terreno y las dificultades siguientes, aprovechadas por los japoneses, que los esperaban para impedir su avance por la isla. 
La playa estaba formada por terrazas de ceniza blanda de elevada pendiente hasta los cuatro metros de altura, un terreno donde las botas de los infantes se hundían en el polvo, lo que provocaba que resbalasen al intentar trepar por las laderas, arrastrados por el peso del equipo. Tampoco los cañones autopropulsados y los tanques M4 Sherman previstos para abrir el camino lograron avanzar a la velocidad necesaria. 
Una hora después del primer desembarco, la playa se había convertido en un atasco de marines, vehículos, artillería, cajas de municiones y material; en ese momento, la artillería japonesa entró en acción y descargó sus obuses sobre los pocos metros de anchura de la playa, ocasionando las primeras bajas y la pérdida importante de material. La artillería detuvo el avance estadounidense en la playa.

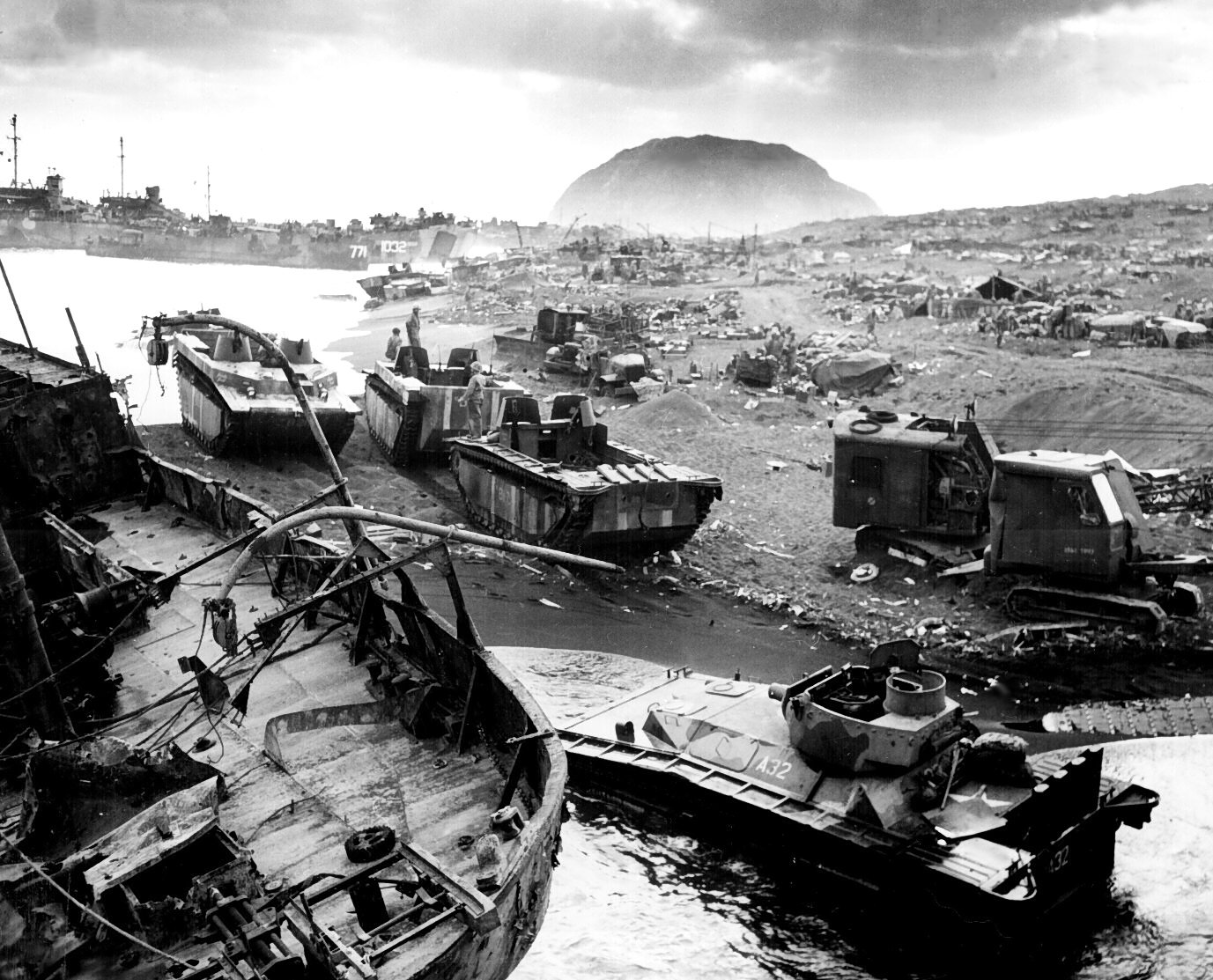
Vehículos de combate inutilizados por los obuses, los morteros y la arena volcánica negra.

### Avance hacia el Suribachi
Efectivos de marines consiguieron, no obstante, avanzar bajo el fuego de los defensores y recorrer en media hora los 900 metros de distancia entre la playa de desembarco y la meseta al pie del Suribachi, alcanzando la costa oeste y completando la maniobra de aislamiento por tierra del monte que se encontraba protegido por una guarnición japonesa de 2000 hombres. Los defensores, sin embargo, estaban comunicados por los túneles subterráneos con el resto de las fuerzas de la isla. Los primeros tanques estadounidenses llegaron a la costa occidental pocas horas después. Otras tropas que también habían conseguido salir del atolladero de la playa, a mediodía ya luchaban en el aeródromo situado más al sur. Pero aún había demasiados soldados y material en tan poco espacio, de modo que se suspendieron nuevos desembarcos. Era evidente que las tropas que habían logrado avanzar, creyendo que habían despejado el terreno, veían salir una y otra vez a japoneses desde sus incontables escondites, para atacarles desde la retaguardia. Al caer la noche, los destructores iluminaron la isla con sus bengalas con la finalidad de proteger a los marines de las previsibles incursiones nocturnas, pero en lugar de ello, los japoneses optaron por emplear su artillería con mucha discreción para no descubrir los emplazamientos.
A primeras horas del día 20 de febrero de 1945 se reanudaron los desembarcos de marines protegidos por el fuego de cobertura de la escuadra que bombardeó el monte Suribachi, logrando consolidar las posiciones en la meseta, entre el aeródromo situado al sur y el segundo, situado más al norte. A mediodía se ejecutó una nueva oleada de desembarco mientras que durante la noche se reprodujo la situación de la anterior.

### Asalto del Suribachi: el episodio de la fotografía de Rosenthal

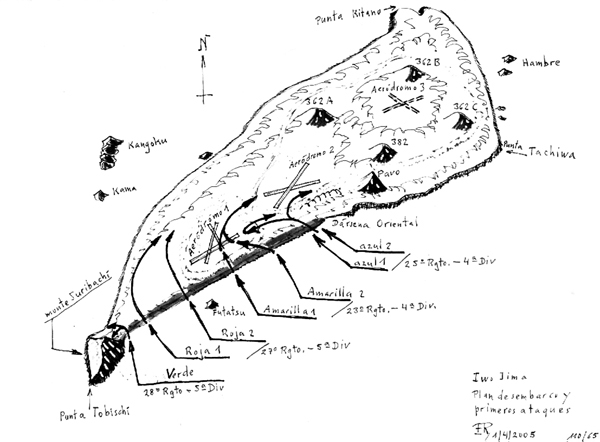
Esquema del plan de asalto estadounidense de Iwo Jima.

El 21 de febrero de 1945, los estadounidenses lanzaron el asalto al monte Suribachi empleando morteros, granadas y lanzallamas, pero consiguieron escasos avances. Tampoco se logró progresar en ese día en el sector de los aeródromos, permaneciendo tal situación al día siguiente, bajo la lluvia, en la que se comenzaron a dar relevo a las fuerzas que habían desembarcado el primer día.
El 23 de febrero de 1945, sin embargo, ya con buen tiempo, los infantes de marina culminaron la escalada del Suribachi, asaltando las posiciones armados con ametralladoras, granadas de mano y lanzallamas. Uno de ellos llevaba una bandera de los EE. UU. en la mochila, la amarró a un trozo de cañería de agua encontrada entre los escombros por otro compañero y, junto a otros seis marines, la alzaron, empotrándola entre escombros, en la cumbre del monte. Poco después, llegaron dos corresponsales de guerra, uno fotografió y el otro filmó el acto de alzado de una segunda bandera y que es el que se recuerda oficialmente (de hecho mucha gente ignora que ese día se alzaron dos banderas en lo alto del monte). La fotografía de Joe Rosenthal es considerada uno de los iconos de la Segunda Guerra Mundial y obtuvo el premio Pulitzer. Cuando desde los barcos vieron ondear la bandera, la saludaron eufóricos con sus sirenas pensando que el desembarco había tenido éxito. Sin embargo, el dominio completo de la isla por los estadounidenses no se alcanzó hasta un mes más tarde, el 26 de marzo de 1945, debido a las dificultades del terreno explotadas por la estrategia de resistencia extrema de los defensores.

### Batalla por el control total de la isla
Durante las semanas posteriores a la toma del Suribachi, la batalla se prolongó para que los estadounidenses pudieran desalojar las posiciones japonesas en el marco del paisaje de cerros, quebradas, montículos, gargantas, hendiduras, hoyos y grietas de la isla que había sido sembrado de puestos defensivos fortificados por los japoneses. 
Las posiciones habían sido dispuestas de manera que no sólo tenían ángulo de tiro orientado para proteger su propia situación, sino también la de los fortines vecinos. En estas circunstancias de fuego cruzado, los marines atacantes veían cortado una y otra vez su avance tanto por el procedente del objetivo que querían reducir como también del procedente de ángulos insospechados de otros fortines. Los marines se encontraron asimismo con que las vías aptas para dejar paso a los vehículos se encontraban expertamente minadas.
Los estadounidenses debieron emplear su superioridad técnica para el avance y así, una vez que las unidades de ingenieros limpiaban los pasos minados, los tanques allanaban el camino a los vehículos y la artillería móvil que avanzaban para la protección de la infantería. 
El operativo logístico sanitario desplegado por los estadounidenses resultó de gran importancia, ya que su sistema de comunicaciones permitió procurar la ayuda efectiva necesaria a los caídos por parte del cuerpo de sanitarios, que tuvieron que dar muestras de valentía arriesgándose por rescatar a los heridos que luchaban por vivir, mientras los adversarios japoneses luchaban con igual valentía sin rendirse, como les habían solicitado sus superiores, hasta la muerte. Hubo algunos casos aislados de reciprocidad humanitaria hacia los caídos.
El transcurso de la batalla del 24 de febrero al 26 de marzo de 1945 repitió el mismo escenario de enfrentamiento: tras limpiar de minas el campo por el que avanzaban los marines, éstos identificaban la localización de la fortificación que hostigaba su avance, solicitando a la artillería el barrido de la posición japonesa emplazada a pocos metros delante de ellos.
Una vez terminado el castigo artillero, se desarrollaba una competición entre defensores y atacantes por alcanzar antes que el contrario la posición bombardeada. Para los japoneses esto suponía tener que recuperar rápidamente la posición de contraataque del arma dispuesta a la entrada del fortín, apresurándose desde el refugio subterráneo donde se protegían del bombardeo. Para los marines, éstos debían lanzarse desde las posiciones de repliegue del fuego amigo artillero al rápido asalto de la boca del fortín, desde donde debían lanzar a tiempo sus granadas de mano o emplear los lanzallamas para neutralizar a los defensores en el túnel de acceso.

## La fotografía de la bandera
La fotografía en la que aparecen seis hombres levantando una bandera, es una de las más famosas de la Segunda Guerra Mundial, tomada por Joe Rosenthal en la cima del monte Suribachi al quinto día de batalla, tras ser ocupado y asegurado.
Sin embargo, la bandera que aparece en la fotografía, fue la segunda que se colocó aquel día.
Los marines habían subido hasta la zona del cráter del Suribachi, tres hombres desplegaron la bandera que les había dado un oficial, atándola a un palo que encontraron en el cráter del volcán y saliendo así la primera foto. Tras ser izada, todos los marines que habían acampado en la playa y los que se encontraban en los buques estallaron de euforia: "la bandera está en lo alto".
Los pocos japoneses que quedaban en un túnel subterráneo, se dieron cuenta y salieron de su escondrijo y atacaron a los estadounidenses, resultando muerto el fotógrafo que había tomado la primera foto. Los japoneses fueron abatidos y los que quedaban en la cueva, fueron sepultados.
Tras todo esto, Smith pidió que arriasen la bandera para entregarla a un político. La bandera fue sustituida por otra más grande y entonces Rosenthal tomó la foto.
La anterior foto quedó en el olvido, al igual que los tres marines que la izaron, que murieron en la batalla (Hank Harlon, Tom "Iggy" Ignatowsky y el comandante Mike). De los seis que levantaron la segunda, sobrevivieron tres. Uno era enfermero de la marina, John "doc" Bradley, y los otros eran Rene Gagnon e Ira Hayes, que fueron tratados como héroes. Los otros tres soldados de la fotografía (Franklin Sousley, Michael Strank y Harlon Block) cayeron en Iwo Jima.
Con la foto de la bandera, los tres hombres supervivientes se hicieron muy famosos y recaudaron dinero para ayudar a ganar la guerra (aunque, cuando acabó su gira, la guerra había concluido).
Aquellos hombres nunca olvidaron a sus amigos (dijeron que ellos eran los verdaderos héroes). Como dijo Rosenthal, "yo tomé la foto, pero los marines tomaron Iwo Jima".

### Fin de la batalla
En la noche del 25 de marzo de 1945, un grupo de unos 200 soldados japoneses sobrevivientes, comandados por Tadamichi Kuribayashi, se lanzó en una «Carga Banzai» final contra las posiciones de los estadounidenses en torno al segundo de los campos de aviación al norte de la isla, enfrentándose cuerpo a cuerpo con marines del 5.º Batallón, ingenieros de los seabees y pilotos de aviación hasta el amanecer. Esta última acción supuso la muerte de todos los japoneses y causó 100 muertos y 200 heridos entre los estadounidenses.
El cuerpo de Tadamichi Kuribayashi nunca fue encontrado.
Al día siguiente, el alto mando de los EE. UU. declaró la isla de Iwo Jima bajo el control definitivo de sus fuerzas.

## Víctimas en la Batalla de Iwo Jima
Al término de los 34 días de la batalla de Iwo Jima, se habían registrado por primera vez en el conflicto más bajas estadounidenses que japonesas.
Según el historiador Samuel E. Morison, las fuerzas estadounidenses sufrieron 24 480 bajas, de las cuales 4197 fueron muertos directos en los enfrentamientos, 19 189 heridos y 418 desaparecidos. Posteriormente, 1401 heridos fallecieron como consecuencia de las heridas recibidas.
Por la parte japonesa resultaron muertos 20 703 soldados, prácticamente la totalidad de los efectivos, entre los cuales estaba el comandante Kuribayashi, siendo hechos prisioneros únicamente 216 supervivientes.
En la batalla por la isla cabe destacar la extrema resistencia llevada a cabo por el ejército japonés. Los soldados habían pasado varios días antes de la caída de la isla sin comida ni agua, dedicados a comer lo que buenamente encontraban, como lombrices e insectos.

## Consecuencias en la Batalla de Iwo Jima

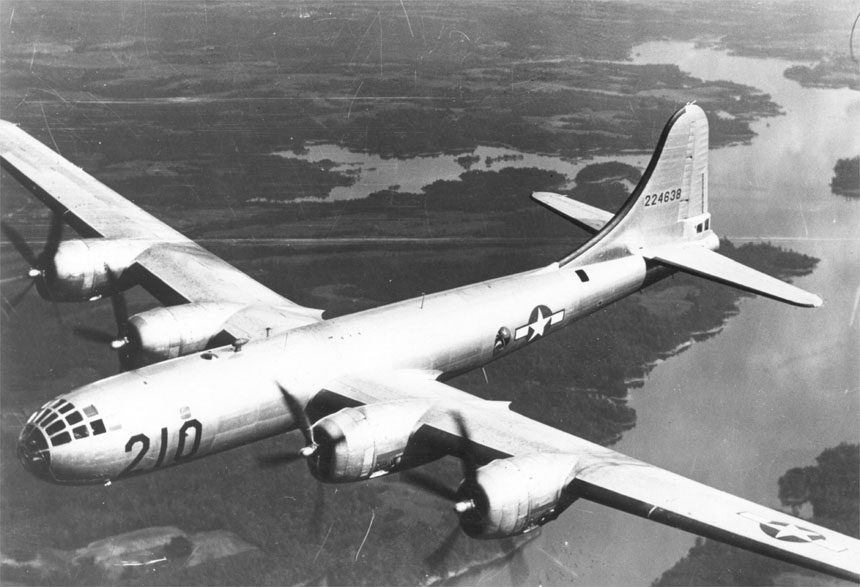
Bombardero B-29 en vuelo.

Uno de los objetivos fijados por los estadounidenses se cumplió mientras la batalla aún se libraba. Fue el 4 de marzo de 1945, cuando un Boeing B-29 Superfortress que volvía averiado de su vuelo a Japón, pudo salvarse aterrizando en el ya conquistado aeropuerto situado más al sur. Los North American P-51 Mustang no tardaron mucho en instalarse en la isla. 
Oficialmente, Truman y Churchill sostuvieron que la extraordinaria resistencia de los japoneses en la lucha inclinó la balanza a favor del lanzamiento de las bombas atómicas sobre Hiroshima (6 de agosto de 1945, de uranio) y Nagasaki (9 de agosto de 1945, de plutonio) para evitar millares de bajas a los aliados. Sin embargo, el general Dwight Eisenhower consideró entonces que Japón estaba derrotado, que de hecho estaba buscando cierta manera de rendirse salvando mínimamente su honor y que, por lo tanto, era innecesario arrojar las bombas, aunque no tuvo eco en el secretario de defensa Henry L. Stimson. Posteriormente, el conocimiento de todos los hechos demostraría que a las 11 de la mañana del 9 de agosto, el primer ministro Kantarō Suzuki declaraba ante el gabinete del gobierno de Japón que, dadas las circunstancias, la única alternativa era aceptar la proclamación de Potsdam y terminar la guerra. Trágicamente, dos minutos después, a las 11:02 horas, Nagasaki ya era un infierno nuclear. Se obtenía así la rendición incondicional del Imperio de Japón.

## Filmografía
- Banderas de nuestros padres (2006), de Clint Eastwood.
- Cartas desde Iwo Jima, de Clint Eastwood.
- Sands of Iwo Jima, de Allan Dwan
- The pacific, de HBO (perspectiva de John Basilone)